# Ра'с аль Гул
Ра'с аль Гул (англ. Ra's al Ghul від араб. رأس الغول — голова демона) — суперлиходій всесвіту DC Comics, вважається одним з найнебезпечніших ворогів Бетмена. Був створений Деннісом О'Нілом і Нілом Адамсом і вперше з'явився у Batman #232 (червень 1971).
Він є лідером міжнародної злочинної мережі Ліги Вбивць. Ймовірно, походить з Аравії. Він практично безсмертний, завдяки так званим ямам Лазаря. Неодноразово протистояв Бетмену, однак, високо цінує його як свого ворога. Ра'с аль Гул — один з небагатьох людей, які знають справжню ідентичність Бетмена. Неодноразово намагався змусити його стати своїм спадкоємцем шляхом одруження зі своєю дочкою Талією аль Гул.

## Критика та відгуки
- Ра'с аль Гул № 7 у списку у списку «100 найкращих коміксних лиходіїв» за версією IGN.[1].
- Ра'с аль Гул № 2 у списку 10 найкращих ворогів Бетмена за версією IGN[2].
- Лиходій отримав 11 місце у списку найкращих безсмертних персонажів за версією сайту UGO.com.[3]